# Eiben See
Eiben See är en sjö i Österrike.   Den ligger i förbundslandet Salzburg, i den centrala delen av landet, 230 km väster om huvudstaden Wien. Eiben See ligger 1 146 meter över havet.
I omgivningarna runt Eiben See växer i huvudsak blandskog. Runt Eiben See är det ganska tätbefolkat, med 139 invånare per kvadratkilometer.